# Reichsbahndirektion Oppeln

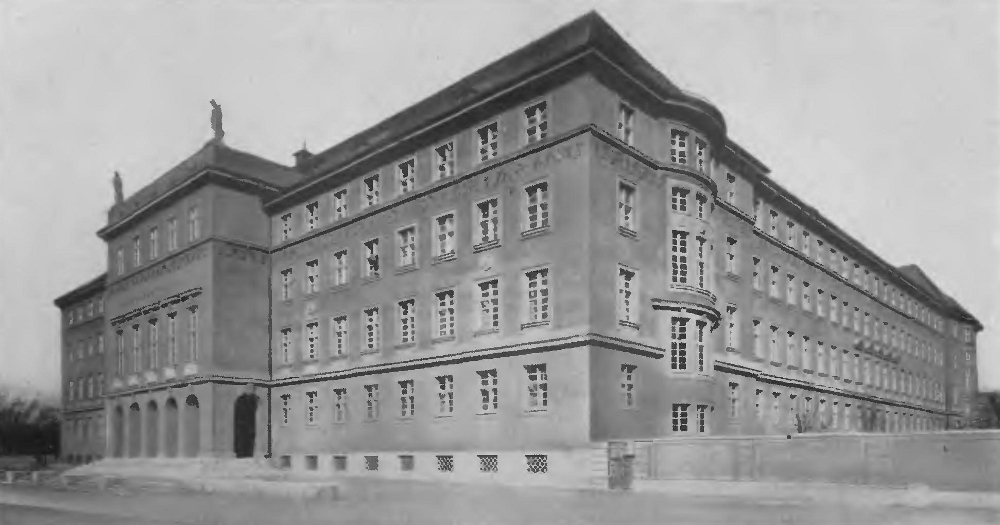
Reichsbahndirektionsgebäude in Oppeln

Die Reichsbahndirektion Oppeln (vollständige Bezeichnung: Reichsbahndirektion Oppeln, Oberschlesische Eisenbahnen) war ein Verwaltungsbezirk der Deutschen Reichsbahn.

## Geschichte
Die Eisenbahndirektion Kattowitz wurde 1922 aufgelöst. Für die von ihr zuvor betreuten Strecken, die nach der Volksabstimmung in Oberschlesien in Deutschland verblieben waren, wurde die Reichsbahndirektion Oppeln neu gegründet. Ihr erster Präsident wurde der spätere Reichsbahn-Generaldirektor und Reichsverkehrsminister Julius Dorpmüller. Zugleich gründete die Polnische Staatsbahn eine eigene Eisenbahndirektion in Kattowitz. Zur Abwicklung der aufgelösten deutschen EBD Kattowitz gründete die Reichsbahndirektion Oppeln eine „Hauptabwicklungsstelle“ mit einer Außenstelle in Kattowitz.
Anfang Oktober 1938 wurde das Direktionsgebiet um einige Strecken im Sudetenland erweitert.
Ab September 1939 wurde das Direktionsgebiet nach dem Überfall auf Polen durch polnische Strecken vergrößert. Das Gebiet dieser Reichsbahndirektion erstreckte sich bis zum Kriegsende über die preußische Provinz Oberschlesien. 1945 wurde die Reichsbahndirektion Oppeln aufgelöst, nachdem in den letzten Monaten des Zweiten Weltkriegs der Direktionssitz aufgrund von Kriegshandlungen mehrfach verlegt wurde. Letzter Präsident der Reichsbahndirektion war Hans Geitmann, ab 1957 Vorstandsmitglied der Deutschen Bundesbahn.
Nach dem Krieg fanden mehrfach Treffen der ehemaligen Mitarbeiter des Direktionsbezirks statt, so 1950 in Frankfurt am Main, 1951 in Niederlahnstein und 1952 in Würzburg.

## Einrichtungen
Bedeutende Strecken in der Zuständigkeit der Direktion waren:
- Bahnstrecke Bytom–Wrocław: Breslau–Brieg–Oppeln–Beuthen
- Bahnstrecke Opole–Wrocław: Breslau–Karlsmarkt–Oppeln
- Strecke Brieg–Neisse–Deutsch Rasselwitz–Ratibor bzw. Heydebreck (Oberschles)–Gleiwitz–Hindenburg OS
- Bahnstrecke Katowice–Legnica: Oppeln–Heydebreck–Ratibor–Oderberg/Tschechoslowakei

Bedeutende Ausbesserungswerke (AW) waren Oppeln, sowie Gleiwitz (Wagen) und Gleiwitz (Lokomotiven).